# Apeadero de Pedras d’El-Rei
El Apeadero de Pedras d'El-Rei fue una plataforma ferroviaria de la Línea del Algarve, que servía a la zona de Pedras d'El-Rei, en el ayuntamiento de Tavira, en Portugal.

## Historia
El tramo entre Luz y Tavira, donde se encontraba este apeadero, fue inaugurado el 19 de marzo de 1905.